# Umberto Cappelletti
Umberto Cappelletti (nacido el 20 de septiembre de 1960 en Cantù, Italia)  es un exjugador italiano de baloncesto. Jugaba en la posición de base.
Con cuatro Recopas, es el jugador, junto con Pierluigi Marzorati, Renzo Bariviera y Renzo Tombolato que más títulos tiene de esta competición.

## Palmarés
- LEGA: 1

Pallacanestro Cantú:  1981.
- Recopa: 4

Pallacanestro Cantú: 1977, 1978, 1979, 1981.
- Euroliga: 1

Pallacanestro Cantú: 1982